# Рыжкин, Анатолий Андреевич
Рыжкин Анатолий Андреевич (21 января 1938 — 26 января 2021) — ректор ДГТУ с 1988 по 2007 годы. Доктор технических наук, профессор, заведующий кафедрой «Инструментальное производство». Специалист в области трения и износа материалов. Заслуженный деятель науки и техники РФ, почетный работник высшей школы РФ. Вице-президент Ассоциации инженерного образования России, член проблемного Совета по машиностроению при Министерстве образования и науки РФ. Лауреат премии Президента Российской Федерации в области образования за 2002 год.

## Биография
Родился 21.01.1938 г. в станице Нижне-Кундрюченской Усть –Донецкого района Ростовской области; с 1946 по 1955 г. учился в Нижне-Кундрюченской средней школе.
С 1955 по 1960 г – студент РИСХМа; окончил с отличием факультет «Технология машиностроения» и был оставлен для работы на кафедре «Металлорежущие станки и инструмент».
Родители: отец Рыжкин Андрей Яковлевич, бухгалтер; в 1938 г. был репрессирован и расстрелен, а в 1958 г. посмертно реабилитирован. Мать – Рыжкина Дарья Николаевна, колхозница, умерла в 1976 г. Жена, Рыжкина (Лазунова) Ненель Викторовна 1938 г. рождения, инженер-механник с 1994 г. пенсионерка.
Похоронен на Братском кладбище Ростова-на-Дону.

## Научные интересы
Термодинамика трения и изнашивания, исследование синергических процессов при трении применительно к резанию материалов, оптимизация резания на базе комплексного изучения флуктуационных процессов при трении. Под его руководством разработан метод расчетной оценки интенсивности изнашивания инструментальных материалов с учетом влияния на износ термодинамических неоднородностей различной природы. Предложен новый способ расчета оптимального режима, теоретически обоснованы экспериментальные термодинамические критерии оптимизации процесса резания, их аппаратурная реализация на технологических операциях, раскрыт механизм влияния на износ инструмента износостойких тонкослойных покрытий и разработаны оптимальные технологии комбинированного упрочнения инструментальных материалов.

## Диссертации
- кандидатская — «Исследование процесса сверления жаропрочных сталей быстрорежущими и твердосплавными сверлами малого диаметра» (Ростов-на-Дону, 1966);
- докторская — «Термодинамические основы повышения износостойкости инструментальных режущих материалов» (Киев, 1985).

## Основные публикации
- Физические основы обработки материалов резанием: учеб. пособие / Рыжкин А. А., Дмитриев В. С., Климов М. М.и др.; ДГТУ. — Ростов н/Д, 1996. — 354 с. — Рек. М-вом общ. и проф. образования.
- Поверхностное лазерное упрочнение режущего инструмента: моногр. / Рыжкин А. А., Бровер Г. И., Пустовойт В. Н.; ДГТУ. — Ростов н/Д, 1999. — 126 с.
- Optimization of Metal Cutting Conditions / Vorovich L.S., Gordienko B.I., Kraplin M.A., Bokov A.I. — Radom, 2000. — 315 c.
- Режущий инструмент: учеб. пособие / Рыжкин А. А., Каганов В. С., Дмитриев В. С.; ДГТУ. — Ростов н/Д, 2000. — 309 с. — Рек. Минобразования России.
- Фасонные резцы: учеб. пособие / Рыжкин А. А., Каганов В. С.; ДГТУ. — Ростов н/Д, 2001. — 135 с. — Рек. УМО вузов по образованию в области автоматизации машиностроения (УМО АМ).
- Основы теории надежности: учеб. пособие / Рыжкин А. А., Слюсарь Б. Н., Шучев К. Г.; ДГТУ. — Ростов н/Д, 2002. — 182 с. — Допущено УМО вузов по образованию в области автоматизированного машиностроения (УМО АМ).
- Study of Effect of Increase of Chemical Bonding the Grains of Diamond — Like Materials, Doped Metal at Synthesis / Рыжкин А., Илясов А., Белявская В. И др. // Euro PM — 2004: Proc. Conf. «Powder Mettallurgy», Austria, Oct. 17 — 21. — Vienna, 2004. — Vol.3: Sintered Steels PM Tool Materials. — P.647 — 651.
- Синергетика изнашивания инструментальных режущих материалов (трибологический аспект): моногр. / Рыжкин А. А.; ДГТУ. — Ростов н/Д, 2004. — 323 с.
- Основы теории надежности: учеб. пособие / Рыжкин А. А., Шучев К. Г.; ДГТУ. — Ростов н/Д, 2005. — 194 с. — Рек. Минобразования РФ.